# 吕沙伊德
吕沙伊德是德国莱茵兰-普法尔茨州的一个市镇。总面积4.90平方公里，总人口773人，其中男性387人，女性386人（2011年12月31日），人口密度158人/平方公里。